# Vivian Silver
Vivian Silver (hebräisch וִיוִיאֶן סִילְבֶר; geboren am 2. Februar 1949 in Winnipeg; gestorben am 7. Oktober 2023 in Beʾeri) war eine kanadisch-israelische Friedens- und Frauenrechtsaktivistin. Nach dem Terrorangriff der Hamas auf Israel am 7. Oktober 2023 wurde sie vermisst. Erst Wochen später konnten ihre Überreste gefunden und identifiziert werden. Sie wurde am 13. November 2023 für tot erklärt.

## Leben
Silver wurde in Winnipeg geboren und wuchs dort auf. 1974 erfolgte die Alija. Zusammen mit ihrem Mann und ihren beiden Söhnen zog sie in den Kibbuz Beʾeri in der Nähe des Gazastreifens. Im Jahr 1998 wurde Silver Geschäftsführerin des Negev Institute for Strategies of Peace and Development, einer NGO mit Sitz in Beʾer Scheva, die sich für ein Zusammenleben von Juden und Arabern engagiert und über 45.000 Mitglieder hat. Sie arbeitete mit der Beduinengemeinschaft in Israel und im Gazastreifen zusammen. Sie startete Hilfsprogramme für Menschen aus dem Gazastreifen und half ihnen dabei, in Israel medizinisch behandelt zu werden. Dieses Programm hatte den Namen Road to Recovery. 2014 war sie eine der Gründerinnen der Frauenfriedensinitiative Women Wage Peace, die 2019 mit dem Bremer Friedenspreis ausgezeichnet wurde.
Am 7. Oktober 2023, als Terroristen der Hamas die Siedlung Beʾeri unweit der Grenze zum Gazastreifen stürmten und das Massaker von Beʾeri verübten, versteckte Vivian Silver sich in ihrer Wohnung und schrieb Angehörigen. Anschließend gab es zunächst keine Informationen zu Silvers Verbleib. Erst Wochen später konnten ihre Überreste gefunden und nach Untersuchung des Nationalen Zentrums für Forensische Medizin identifiziert werden. Am 13. November 2023 wurde Vivian Silver für tot erklärt.
Am 1. Juli 2024 wurde Silver posthum mit dem Hessischen Friedenspreis gewürdigt.